# Sojuz TMA-13
Sojuz TMA-13 er en russisk rummission til Den Internationale Rumstation. Opsendt d. 12. oktober 2008 kl. 08:01 dansk tid og forventer at ankomme til rumstationen d. 14. oktober 2008.
Rumfartøjet medbringer to kosmonaut/astronaut'er og en rumturist. Bortset fra rumturisten er det den 18. ISS Ekspedition der ankommer til ISS.

## Besætning
- Jurij Lontjakov (Sojuz-kaptajn) (18. ISS-ekspedition-flyvemaskinist)
- Michael Fincke (Sojuz-flyvemaskinist) (18. ISS-ekspedition-kaptajn)
- Richard Garriott (rumturist) (Retur: Sojuz TMA-12 d. 23. oktober)

## Bemandet Sojuz-flyvning nummer 100?
Kaptajnen Jurij Lontjakov har optalt at Sojuz TMA-13 er den 100. bemandede Sojuz-flyvning. Han anbragte tallet "100" i midten af missionsemblemet, der har form som Sojuz' returmodul. Der er dog kritikere der mener at det kun er den 97. – allerhøjest den 99. flyvning. To Sojuzmissioner blev afbrudt efter starten og kom ikke i kredsløb: Sojuz 18a (april 1975) med Vasilij Lazarev og Oleg Makarov fløj en suborbital flyvning da Sojuzfartøjet blev frakoblet dets defekte løfteraket i 145 km højde og Sojuz T-10a (sept. 1983) med Vladimir Titov og Gennadij Strekalov forlod en eksploderende løfteraket på startrampen ved hjælp af redningsraketterne. I februar 1979 blev Sojuz 34 opsendt ubemandet til Saljut 6. Kosmonauterne Vladimir Ljakhov og Valerij Rjumin kom ned på Jorden med Sojuz 34. De var ankommet med Sojuz 32 der landede ubemandet. Manøvren skyldtes at Sojuz 33 aldrig nåede op til Saljut 6, så man var bange for om Sojuz 32 stadig var brugbar efter 175 dage i rummet.

## Galleri
- Sojuz TMA-13's løfteraket på Bajkonur-kosmodromen.
- Størrelseforholdet mellem Sojuz-fartøjet og rumfærgen.

- Missionsemblem til ISS Ekspedition 18, første del

Hovedartikler:
- Wikimedia Commons har flere filer relateret til Sojuz TMA-13